# Administrative Bibliothek des Bundes (Wien)
Die Administrative Bibliothek des Bundes ist die größte ministeriale Fachbibliothek Österreichs und ein Informationszentrum des österreichischen Bundeskanzleramtes. 

## Geschichte

### Anfänge
Die Gründung der Administrativen Bibliothek des Bundes hat ihren Ursprung in einer Resolution Kaiser Franz Josephs I. vom 18. April 1849. Als Zielsetzung wurde der Spezialbibliothek aufgetragen, die in- und ausländische Gesetzgebung bibliothekarisch und dokumentarisch zu betreuen, um den Ministerialbeamten des Innenministeriums und den Funktionsträgern anderer Verwaltungsbehörden Einsichtnahme zu ermöglichen. Für die interne und organisatorische Gliederung stand die Bibliothek des französischen Innenministeriums Pate.
Zum ersten Bibliotheksleiter ernannte der Kaiser den Bibliograph, Lexikograf Constantin von Wurzbach, der zuvor die Hofbibliothek und das Archiv des Innenministeriums betreut hatte. Wurzbach eröffnete die neue Bibliothek am 14. Dezember 1850 in der Wipplingerstraße 11 unweit der Böhmischen Hofkanzlei. Während seiner bis 1874 dauernden Amtszeit wuchs der Bibliotheksbestand auch durch die Pflichtexemplarregelung von 1852 stetig an, wenngleich dem Jahresbudget der Institution von 400 Gulden nur einen Bruchteil des 2.100 Gulden umfassenden jährlichen Gehalts Wurzbachs zur Verfügung stand. 1897 übersiedelte die Bibliothek in die Marc-Aurel-Straße.

### 20. Jahrhundert
Das Ende der Habsburgermonarchie und die Ausrufung der Ersten Republik 1918 hatte eine institutionelle Neuaufstellung der Administrativen Bibliothek zur Folge. 1919 zunächst dem Staatsamt für Inneres und Unterricht beigeordnet, wurde sie 1923 nach der Trennung der Ministerien, dem Bundeskanzleramt unterstellt. 1921 erfolgte der Transfer der Bibliothek auf den Hohen Markt 5, im Jahr 1925 an den heutigen Standort im Palais Porcia, wo 1883 bereits der Verwaltungsgerichtshof angesiedelt wurde.
Nach dem Anschluss Österreichs unterstellten die Nationalsozialisten die Bibliothek im Frühjahr 1939 dem zentralen Rechtsreferat des Reichsstatthalters von Groß-Wien. Von dieser Zwangsverbindung in Nachkriegsjahren befreit, begann die Bibliothek mit der Erstellung einschlägiger Fachdokumentationen zur österreichischen Gesetzgebung, dem Index Bundesrecht sowie dem Index zum österreichischen Reichs-, Staats- und Bundesgesetzblatt. In den 1980ern initiierte die Administrative Bibliothek das Rechtsinformationssystem RIS, das seit 1997 der Öffentlichkeit online die Suche nach Gesetzgebung und Rechtsprechung ermöglicht.

### 21. Jahrhundert
Anfang des 21. Jahrhunderts legten bedeutende Bibliothekszusammenführungen den Grundstein für einen modernen Bibliotheks-Cluster. 2002 wurde die Amtsbibliothek des Bundesministeriums für Bildung, Wissenschaft und Kultur, Ende 2003 der Bibliotheksbetrieb des Österreichischen Staatsarchivs, 2005 die Ministerialbibliothek des Bundesministeriums für Inneres, 2018 die Bibliothek des Bundesministeriums für öffentlichen Dienst und Sport und 2021 die Bibliothek des Bundesdenkmalamtes in die Administrative Bibliothek eingegliedert.
Von 2006 bis 2024 war die Administrative Bibliothek zudem Depositarbibliothek der Organisation für wirtschaftliche Zusammenarbeit und Entwicklung, von 2008 bis 2024 im Verbund mit den Bibliotheken des Bundesministeriums für Justiz. Seit März 2022 ist die Administrative Bibliothek eines von acht Europäischen Dokumentationszentren in Österreich für die Rechtstexte der Europäischen Union.
2024 wurde sie Mitglied im Österreichischen Bibliothekenverbund. Der Gesamtbestand aller Häuser beträgt circa 1,5 Millionen Bücher sowie rund 2.000 Periodika.

## Bibliotheksdienst und Entlehnung
Die Hauptaufgabe der Administrativen Bibliothek ist die Informations- und Literaturversorgung primär für Angestellte des Bundes sowie Mitarbeiter öffentlich rechtlicher Institutionen und Körperschaften. Privatpersonen sind zur Entlehnung nicht berechtigt, können jedoch unter Vorlage eines amtlichen Lichtbildausweises in die Bestände der Bibliothek Einsicht nehmen. Alle öffentlichen Räumlichkeiten, insbesondere der Lesesaal, sind während der Öffnungszeiten allgemein zugänglich.